# GP van Nederland MX2 2006
De Grote Prijs van Nederland 2006 in de MX2-klasse motorcross werd gehouden op 3 september 2006 op het circuit van Lierop. Het was de veertiende en voorlaatste Grote Prijs van het wereldkampioenschap.
Antonio Cairoli en Christophe Pourcel wonnen beide één reeks en werden derde in de andere. In de eindstand hadden beide rijders bijgevolg evenveel punten; de overwinning ging naar Christophe Pourcel die de tweede reeks won. In de tussenstand van het WK bleef de achterstand van Cairoli op Pourcel bijgevolg even groot: 28 punten, met nog één GP op het programma waar nog 50 punten te verdienen waren.
Tyla Rattray wist naar de derde plaats in de WK-tussenstand op te rukken, voorbij David Philippaerts die in beide reeksen viel; in de eerste reeks werd hij nog achtste maar in de tweede reeks moest hij opgeven.
Beste thuisrijder werd Rob van Vijfeijken, die twaalfde werd in de eindstand. Marc de Reuver moest twee keer opgeven, in de eerste reeks met maagkrampen en in de tweede reeks na een val.

## Uitslag eerste reeks
| Plaats | Naam               | Land |
| ------ | ------------------ | ---- |
| 1      | Antonio Cairoli    | ITA  |
| 2      | Tyla Rattray       | RSA  |
| 3      | Christophe Pourcel | FRA  |
| 4      | Tommy Searle       | GBR  |
| 5      | Aigar Leok         | EST  |
| 6      | Rui Gonçalves      | POR  |
| 7      | Maximilian Nagl    | GER  |
| 8      | David Philippaerts | ITA  |
| 9      | Carl Nunn          | GBR  |
| 10     | Joël Roelants      | BEL  |

## Uitslag tweede reeks
| Plaats | Naam               | Land |
| ------ | ------------------ | ---- |
| 1      | Christophe Pourcel | FRA  |
| 2      | Tyla Rattray       | RSA  |
| 3      | Antonio Cairoli    | ITA  |
| 4      | Rui Gonçalves      | POR  |
| 5      | Carl Nunn          | GBR  |
| 6      | Aigar Leok         | EST  |
| 7      | Tommy Searle       | GBR  |
| 8      | Marcus Schiffer    | GER  |
| 9      | Matti Seistola     | FIN  |
| 10     | Dennis Verbruggen  | BEL  |

## Eindstand Grote Prijs
| Plaats | Naam               | Land | Punten |
| ------ | ------------------ | ---- | ------ |
| 1      | Christophe Pourcel | FRA  | 45     |
| 2      | Antonio Cairoli    | ITA  | 45     |
| 3      | Tyla Rattray       | RSA  | 44     |
| 4      | Rui Gonçalves      | POR  | 33     |
| 5      | Tommy Searle       | GBR  | 32     |
| 6      | Aigar Leok         | EST  | 31     |
| 7      | Carl Nunn          | GBR  | 28     |
| 8      | Maximilian Nagl    | GER  | 24     |
| 9      | Marcus Schiffer    | GER  | 22     |
| 10     | Matti Seistola     | FIN  | 22     |

## Tussenstand wereldkampioenschap
| Plaats | Naam               | Land | Punten |
| ------ | ------------------ | ---- | ------ |
| 1      | Christophe Pourcel | FRA  | 541    |
| 2      | Antonio Cairoli    | ITA  | 513    |
| 3      | Tyla Rattray       | RSA  | 446    |
| 4      | David Philippaerts | ITA  | 440    |
| 5      | Marc de Reuver     | NED  | 373    |
| 6      | Carl Nunn          | GBR  | 343    |
| 7      | Rui Gonçalves      | POR  | 300    |
| 8      | Tommy Searle       | GBR  | 296    |
| 9      | Sébastien Pourcel  | FRA  | 291    |
| 10     | Gareth Swanepoel   | RSA  | 286    |
| 11     | Billy Mackenzie    | GBR  | 281    |
| 12     | Kenneth Gundersen  | NOR  | 215    |
| 13     | Alessio Chiodi     | ITA  | 211    |
| 14     | Manuel Monni       | ITA  | 183    |
| 15     | Davide Guarneri    | ITA  | 153    |
| 16     | Aigar Leok         | EST  | 149    |
| 17     | Matti Seistola     | FIN  | 141    |
| 18     | Anthony Boissière  | FRA  | 106    |
| 19     | Maximilian Nagl    | GER  | 97     |
| 20     | Luigi Séguy        | FRA  | 94     |